# Jason Eklund
Jason Eklund (* 1970 in Indiana als Richard A. Eklund) ist ein US-amerikanischer Musiker, Sänger und Songwriter, der die Bereiche Alternative Country, Americana, Folk und Blue Yodeling vermischt.

## Leben
Jason Eklund wuchs in Indiana und im Süden von Illinois auf. Er lernte früh mehrere Instrumente und spielt neben Gitarre und Mundharmonika auch Klavier und Banjo. In der Highschool spielte er in einer Punkband. Nach drei Semestern Schauspiel an der Eastern Illinois University beschloss er, den Einfluss von Folk-Größen wie Woody Guthrie direkt in seinen Lebensstil umzusetzen. Er zog nach Massachusetts, wo er sich in Cambridge als Straßenmusiker verdingte. Per Zufall fand er in einem Banjo-Lehrbuch die Adresse von Pete Seeger, trampte nach New York und wurde von Seeger und dessen Frau aufgenommen. Er durfte sich im Landhaus als Handwerker nützlich machen.
Zurück in Illinois hatte er Auftritten in Clubs und war wieder als Straßenmusiker tätig. Am Rande des Chicago Blues Festivals wurde Eklund dann 1992 von Bruce Kaplan, dem Gründe des Labels Flying Fish Records entdeckt. Kaplan bot ihm einen Plattenvertrag an.
Eklunds Debüt, Jason Eklund, wurde in Boulder (Colorado) aufgenommen und 1993 veröffentlicht. Die ersichtlichen Einflüsse auf dieser Sammlung von fünfzehn eigenen Songs reichen von Bob Dylan über Howlin’ Wolf bis zu Elvis Presley und Woody Guthrie. 1995 erschien der Nachfolger Lost Causeway beim selben Label, das inzwischen zur Rounder Records Group gehörte. Hier war der Stil etwas einheitlicher und die Musik  eingängiger, wofür auch viele texanische Blues- und Country-Musiker verantwortlich waren, die Eklund unterstützten.
Eklund erhielt viel Lob für seine Songmischung und für seine eigenen Songs, die oft wie traditionelles Material aus vergangenen Jahrzehnten klangen. Die Figuren seiner Lieder reisen herum (I Am the Road, Walk One More Mile u. a.), fühlen sich von der Politik verraten (On the Pulse) oder verlieben sich in Kellnerinnen (Loves in Oklahoma). Ein breites Publikum fand sich dafür nicht. Die beiden CDs kamen nur als Restposten über den Mailorder-Versand Glitterhouse nach Deutschland.
1997 veröffentlichte Jason Eklund gemeinsam mit dem Folkmusiker Roger Johnson eine CD, die kaum Beachtung fand. 1998 erschien auf dem obskuren Label Lucky 13 Recordings die Doppel-CD Dead Heart Days, die Eklund allerdings nicht unter eigenem Namen veröffentlichte. Er nannte sich nun Captain Stringbean. 2002 kam er unter eigenem Namen mit einer CD zurück, die teilweise vom Produzenten Gurf Morlix betreut wurde; Morlix spielte auch eine Vielzahl an Instrumenten auf dieser Veröffentlichung, die stärker als je zuvor Eklunds politische Ambitionen in der Guthrie-Nachfolge unterstrich. Es ging u. a. um Bürgerrechte, Immigranten und die Not der Farmer. Zur gesanglichen Unterstützung konnte Slaid Cleaves gewonnen werden.

## Diskografie
- Jason Eklund (1993)
- Lost Causeway (1995)
- Streamliner's Duet (mit Roger Johnson) (1997)
- Dead Heart Days (als Captain Stringbean, 1998)
- Come'n' Gone (2002)